# La donna serpente (opera)
La donna serpente, op. 50, è un'opera fiaba del 1932 di Alfredo Casella su libretto di Cesare Vico Lodovici basato sulla fiaba teatrale La donna serpente di Carlo Gozzi. La stessa fiaba è alla base della prima opera di Richard Wagner, Le fate (Die Feen).

## Storia
Alfredo Casella, in un'intervista pubblicata sul quotidiano La Stampa, disse che la composizione durò dal 16 ottobre 1928 al 22 ottobre 1931 e che l'idea di mettere in musica La donna serpente di Carlo Gozzi gli era venuta oltre dieci anni prima, precisando che si tratta di una vera opera nel senso italiano, perciò non contesta di pezzi chiusi, nella quale ogni recitativo è abolito e i personaggi vivono cantando, aggiungendo di aver preso le mosse «dai due ultimi lavori verdiani, l'Otello ed il Falstaff, che Casella considera i modelli ai quali l'operista italiano odierno [1931] debba maggiormente attingere, poiché rappresentano l'anello di congiunzione del melodramma ottocentesco con l'opera novecentista».

## Trama
La trama riguarda un re, Altidòr, che si innamora di una fata, Miranda. Il padre della fata maledice Altidòr e se lui maledice Miranda, lei si trasforma in un serpente.

## Esecuzioni
La prima assoluta è andata in scena il 17 marzo 1932 al Teatro Reale dell'Opera di Roma,
direzione d'orchestra di Alfredo Casella, direzione del coro di Andrea Morosini, coreografie di Nicola Guerra, regia di Giovacchino Forzano, scene e costumi di Cipriano Efisio Oppo; interpreti: Laura Pasini (Miranda), Antonio Melandri (Altidor), Giovanni Inghilleri (Demogorgon), Maria Serra Massara (Armilla), Niny Giani (Canzade), Giorgio Lanskoy (Togrul), Alessio De Paolis (Alditruf), Adolfo Pacini (Albrigor), Gino Vanelli (Pantul), Luigi Nardi (Tartagil).

## Registrazioni
- La donna serpente (LP) Mirto Picchi, Magda Laszlo, Renata Mattioli, Luisella Ciaffi, Coro di Milano della Rai, Giulio Bertola. Orchestra Sinfonica di Milano della Rai, Fernando Previtali, 1959
- La donna serpente (DVD) Angelo Villari, Zuzana Marková, Vanessa Goikoetxea, Anta Jankovska, Candida Guida, Orchestra Internazionale d'Italia, Fabio Luisi; Bongiovanni, 2014
- La Donna Serpente (DVD) Piero Pretti, Carmela Remigio, Erika Grimaldi, Francesca Sassu, Anna Maria Chiuri, Marco Filippo Romano, Orchestra del Teatro Regio di Torino, Gianandrea Noseda